# زمین‌لرزه ۱۹۶۸ بلیچی
زمین‌لرزه بلیچی  در تاریخ ۱۵ ژانویه ۱۹۶۸ میلادی، برابر با ‎۲۵ دی ۱۳۴۶، ساعت ۰۲:۰۱ به زمان یوتی‌سی در ایتالیا، منطقه بلیچی رخ داد. ژرفای این زلزله ۳۳ کیلومتر بود. بزرگی آن ۶٫۱ در مقیاس ریشتر بدست آمده‌است.
شمار کشتگان نزدیک به ۳۸۰ نفر گزارش شده‌است.